# ییبر

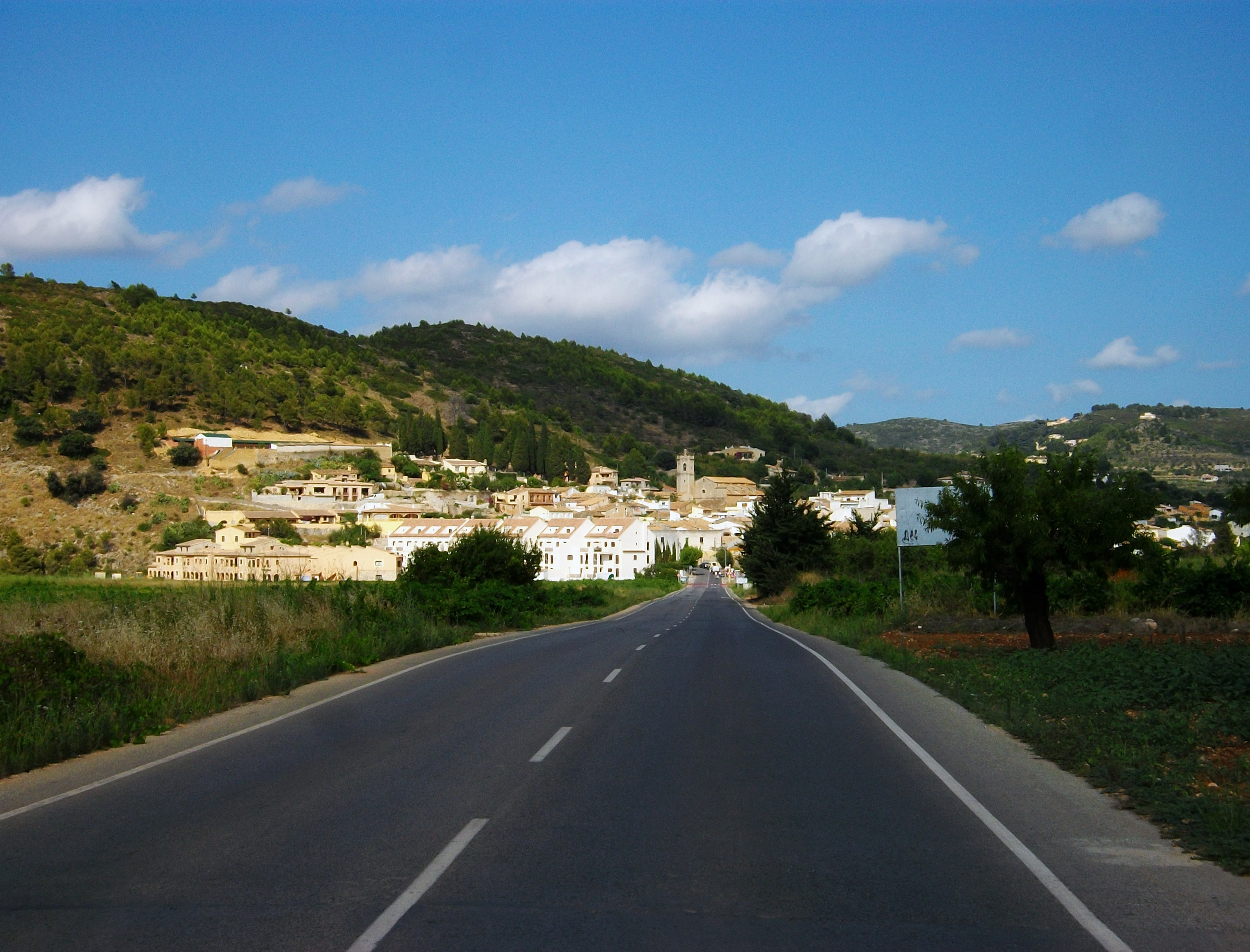
نمای ییبر از خالن

ییبِر (به اسپانیایی: Llíber) دهستانی در استان آلیکانتهٔ و بخش خودمختار والنسیا اسپانیا است.
بر اساس آمار سال ۲۰۱۱ در این دهستان ۱۰۷۰ نفر زندگی می‌کنند. مساحت این دهستان ۲۱٫۹ کیلومتر مربع است.